# Jörg Stabenow
Jörg Stabenow (* 1963) ist ein deutscher Kunsthistoriker.

## Leben
Nach dem Studium (1984–1988) der Kunstgeschichte, Geschichte und Evangelischen Theologie an der Universität Hamburg (1988 Magister Artium im Fach Kunstgeschichte) und der Ludwig-Maximilians-Universität München hatte er von 1989 bis 1991 ein „Kunststipendium“ der Universität Hamburg am Zentralinstitut für Kunstgeschichte in München. Nach der Promotion 1994 im Fach Kunstgeschichte an der Universität Hamburg war er von 1995 bis 1998 Referent am Landesamt für Denkmalpflege Sachsen, Dresden. Arbeitsgebiet: Denkmalerfassung. Nach der Habilitation 2007 an der Philologisch-Historischen Fakultät der Universität Augsburg war er von 2015 bis 2017 Professor für Geschichte und Theorie von Architektur und Stadt am Fachbereich Architektur der Fachhochschule Dortmund. Seit 2017 ist er Professor für Kunstgeschichte am Kunstgeschichtlichen Institut der Philipps-Universität Marburg.